# François Coppée
François Édouard Joachim Coppée (París, 26 de enero de 1842 - Ib., 23 de mayo de 1908) fue un poeta, dramaturgo y novelista francés del Parnasianismo.

## Biografía
Hijo de un funcionario y de una madre demasiado protectora, pasó por el Liceo Saint-Louis y se transformó en un burócrata del Ministerio de la Guerra. Se atrajo los favores del público como poeta de la escuela parnasiana; sus primeros versos impresos datan de 1864, y fueron reimpresos con otros en 1866 en la colección Le Reliquaire, seguida en (1867) por Intimités y Poèmes modernes (1867-1869). De 1869 es su primera pieza dramática, Le Passant, acogida con gran éxito en el Teatro del Odeón, así como Fais ce que dois (1871) y Les Bijoux de la délivrance (1872), cortos dramas en verso inspirados por la guerra, que fueron calurosamente aplaudidos.
Tras ocupar un puesto en la Biblioteca del Senado, Coppée fue escogido en 1878 como archivero de la Comédie Française, puesto que desempeñó hasta 1884. Este año fue elegido por la Academia Francesa y eso le condujo a retirarse de todos los cargos públicos. Publicó sin embargo volúmenes de poesía a intervalos frecuentes, entre ellos Les Humbles (1872), Le Cahier rouge (1874), Olivier (1875), L'Exilée (1876), Contes en vers etc. (1881), Poèmes et récits (1886), Arrière-saison (1887), Paroles sincères (1890).
En sus últimos años produjo menos poesía, aunque aún ofrendó dos volúmenes, Dans la prière et la lutte y Vers français. Había adquirido la reputación de ser el poeta de los humildes. Aparte de estas obras, de otras dos escritas en colaboración con Armand d'Artois y de otras obras menores, escribió Madame de Maintenon (1881), Severo Torelli (1883), Les Jacobites (1885) y otros dramas serios en verso, de los cuales Pour la couronne (1895) fue traducido al inglés (For the Crown) por John Davidson u representado en el Lyceum Theatre en 1896.
El estreno de un breve episodio de la Comuna de París, Le Pater, fue prohibida por el Gobierno (1889). La primera narración en prosa de Coppée, Une Idylle pendant le siège, apareció en 1875. Fue seguida por diversos volúmenes de novelas: Toute une jeunesse (1890), donde intentaba reproducir no los sentimientos, sino los deseos reales de la juventud del autor, Les Vrais Riches (1892), Le Coupable (1896), etc. Fue hecho oficial de la Legión de Honor en 1888.
Recogió una serie de artículos breves sobre temas diversos, titulada Mon franc-parler aparecidos entre 1893 y 1896; en 1898 vino La Bonne Souffrance, resultado de su vuelta a la Iglesia católica, que le valió una gran popularidad. La causa inmediata de su retorno ala fe fue una grave enfermedad que le hizo dos veces acercarse a la muerte; hasta entonces había manifestado poco interés por los asuntos públicos, pero se adhirió a la sección más exaltada del movimiento nacionalista al mismo tiempo que empezaba a despreciar el sistema democrático. Jugó un gran papel en los ataques contra el acusado en el Caso Dreyfus y fue uno de los creadores de la famosa Liga de la Patria Francesa fundada por Jules Lemaître y su amante, Madame de Loynes.
En verso y prosa Coppée se dedicó a expresar la emoción humana de la manera más simple: el patriotismo instintivo, la alegría de un nuevo amor y la piedad hacia los pobres, tratando cada uno de estos temas con simpatía y penetración. La poesía lírica e idílica, gracias a la cual continúa siendo hoy recordad, está animada por una particular gracia musical y en algunas ocasiones, como en "La bendición" y La Grève des forgerons, muestra por momentos un poderoso vigor en la expresión.

## Juicios diversos
Su primer libro de versos, Le Reliquaire (1866), lo situó entre los parnasianos, pero desde sus Intimités (1868) se volvió hacia una poesía de lo cotidiano, usando palabras de todos los días aunque con una prosodia clásica, sin escapar al prosaísmo y al conformismo. Se cuenta que Anatole France, viendo sobre una corona mortuoria la inscripción: «Offert par les joueurs de boules de Neuilly» ("Ofrecido por los jugadores de bolos de Neuilly") habría murmurado: «Tiens! Un vers de Coppée» ("¡Hala! Un verso de Coppée").
Los «poetas malditos» de su tiempo (Verlaine, Rimbaud, Charles Cros…), gustaban de hacer pastiches de sus obras. por su parte él comentó así el soneto a las vocales de Rimbaud:
Rimbaud, fumiste réussi,
Dans un sonnet que je déplore,
Veut que les lettres O, E, I
Forment le drapeau tricolore.
En vain le décadent pérore,
Il faut sans «mais», ni «car», ni «si»
Un style clair comme l'aurore :
Les vieux Parnassiens sont ainsi.

## Obras

### Lírica
- Le Reliquaire (1866)
- Les Intimités (1868)
- Poèmes divers (1869)
- Poèmes modernes (1869)
- Les Humbles (1872)
  - Les Humbles
  - Écrit pendant le siège
  - Quatre sonnets
  - Promenades et intérieurs
  - Plus de sang !
- Le Cahier rouge (1874)
- Olivier (1876)
- Les Récits et les Élégies (1878)
- Le Naufragé (1878)
- Contes en vers et poésies diverses (1880)
- Arrière-Saison (1887)
- Les Paroles sincères (1891)
- Dans la prière et dans la lutte (1901)
- De pièces et de morceaux
- Des Vers français (1906)
- Sonnets intimes et poèmes inédits, Vers d'amour et de tendresse (póstumo, 1927)

### Teatro
- Le Passant, comedia en un acto en verso (1869)
- La grêve des forgerons (1869)
- Deux douleurs, drama en un acto en verso (1870)
- Fais ce que dois, episodio dramático (1871)
- Les Bijoux de la délivrance, escena en verso (1872)
- L'Abandonnée (1871)
- Le Rendez-vous (1872)
- La Guerre de cent ans
- Le Luthier de Crémone, comedia en un acto en verso (1876)
- Le Trésor (1879)
- La Korrigane (1880)
- Madame de Maintenon, drama en cinco actos con un prólogo, en verso (1881)
- Severo Torelli, drama en cinco actos en verso (1883)
- Les Jacobites, drama en cinco actos en verso (1885)
- Le Pater (1889)
- Pour la couronne, drama en cinco actos, en verso (1895)

### Narrativa
- Une Idylle pendant le siège (1874). Edición crítica de Than-Van Ton That: 2005.
- Contes en prose (1882)
- Vingt Contes nouveaux (1883)
- Le banc, idylle parisienne (1887)
- Contes rapides (1888)
- Henriette (1889)
- Toute une jeunesse (1890)
- Les Vrais Riches (1892)
- Rivales (1893)
- Longues et brèves (1893)
- Contes tout simples (1894)
- Le Coupable (1896)
- La Bonne Souffrance(1898)
- Contes pour les jours de fête (1903)

### Artículos y diversos
- Mon franc-parler
- L'Homme-affiche (1891)
- Souvenirs d'un Parisien
- La Bataille d'Hernani
- La Maison de Molière

- Datos: Q380277
- Multimedia: François Coppée / Q380277